# Vittorio Giorgini
Vittorio Giorgini (Firenze, 9 maggio 1926 – Firenze, 19 febbraio 2010) è stato un architetto italiano.

## Biografia
Vittorio Giorgini, figlio di Giovanni Battista, riceve il nome del nonno, il possidente Vittorio Giorgini (Forte dei Marmi, 1860-Massa, 1919), crescendo in un ambiente cosmopolita e dedicando tutta la vita a studiare il rapporto tra architettura e sistemi biologici.
Si formò nella Firenze ricca di fermenti culturali degli anni cinquanta e sessanta e fu protagonista della cultura fiorentina nel secondo dopoguerra, anche se solo in seguito venne riconosciuta l'importanza della sua opera e del suo stimolante contributo all'architettura italiana e mondiale.
Allievo di Leonardo Savioli, divenne noto con Casa Saldarini (1962), casa zoomorfica situata sul golfo di Baratti, che con le sue strutture a membrana ha anticipato di un quarto di secolo ciò che ha poi fatto Frank Gehry nel Guggenheim Museum di Bilbao.
Giorgini dopo aver collaborato con lo stesso Savioli, con Ludovico Quaroni ed Edoardo Detti, si trasferì dal 1969 negli Stati Uniti d'America, conducendo l'attività di docente nella "School of Architecture" del Pratt Institute di New York.
Giorgini può essere definito un architetto morfologo, dove per morfologo si intende l'architetto che raccoglie dati e osservazioni sulle strutture naturali; colui che confronta le soluzioni date in natura per creare opere che si integrino e che si ispirino alla natura stessa. 
Architetti morfologi che hanno creato strutture biomorfe a cui Giorgini si può associare sono Frei Otto, Peter Pearce e Haresh Lalvani.

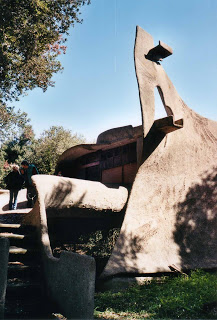
Casa Saldarini, Baratti, Italia

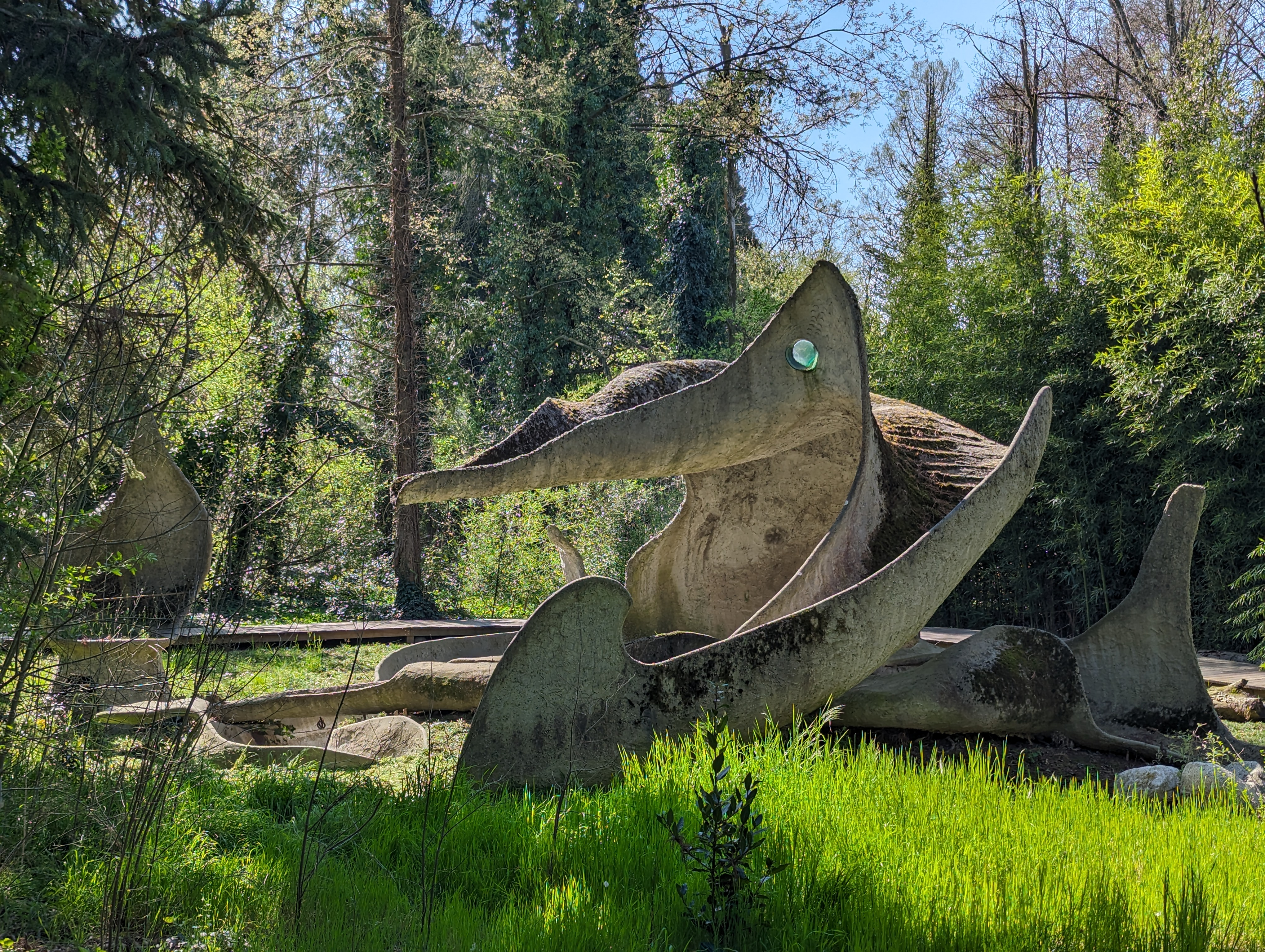
"Scultura gioco" realizzata per la famiglia Tassinari a Cento (comune)

Nel 1952 sposò Romayne, la figlia di Vyvyan Drury, un ex ADC del Duca di Windsor.
È scomparso nel 2010 all'età di 84 anni.

## Principali opere
- Casa a Baratti, detta l'Esagono (1957)
- Casa Saldarini a Baratti (1962)
- Scuola media a Bibbona (1965-1966)

## Pubblicazioni
- (EN, IT) Spatiology - The Morphology of the Natural Sciences in Architecture and Design (Spaziologia. La morfologia delle scienze naturali nella progettazione), edizione bilingue, Milano, L'Arca Edizione, 1995,  pp. 255 pagine, ISBN 978-88-7838-996-0.
- Le religioni plagiano, Roma, Arduino Sacco Editore, 2007, ISBN 978-88-89584-60-6.